# Asplundia liebmannii
Asplundia liebmannii är en enhjärtbladig växtart som beskrevs av Gunnar Wilhelm Harling. Asplundia liebmannii ingår i släktet Asplundia och familjen Cyclanthaceae. Inga underarter finns listade.